# إيرل فورمان
إيرل فورمان (بالإنجليزية: Earl Foreman) هو محامي أمريكي، ولد في 29 مارس 1924، وتوفي في 23 يناير 2017.